# Granhòs
Granhòs (en francès Grignols) és un municipi francès situat al departament de la Gironda i a la regió de la Nova Aquitània.

## Demografia
| 1962                                       | 1968  | 1975  | 1982  | 1990  | 1999  | 2007  |
| ------------------------------------------ | ----- | ----- | ----- | ----- | ----- | ----- |
| -                                          | 1.266 | 1.295 | 1.130 | 1.163 | 1.058 | 1.080 |
| Des de 1962: població sense dobles comptes |       |       |       |       |       |       |

## Administració
| Període   | Identitat              | Partit |
| --------- | ---------------------- | ------ |
| 2001-2008 | Jean-Jacques Coustolle | PS     |
| 2001-     | Jean-Pierre Baillé     | UMP    |

## Agermanaments
- Celorico da Beira